# برلنغتون (كارولاينا الشمالية)
برلنغتون (بالإنجليزية: Burlington, North Carolina)‏ هي مدينة تقع في الولايات المتحدة في مقاطعة ألامانس، كارولاينا الشمالية. يقدر عدد سكانها بـ 50,042 نسمة ومساحتها 65.7 كم2 وترتفع عن سطح البحر 193 متر.

## أعلام
- جيف كرومبتون
- تشارلز درو
- بيل إيفانز
- بويد بيري
- لي بيرس باتلر
- سيث ووكر
- بوبي بينيت
- دبليو. كير سكوت
- أندرو إيفرت
- جوش بوش